# Échame la culpa
Échame la culpa (Spanisch für „Schieb die Schuld auf mich“) ist ein Popsong des puerto-ricanischen Sängers Luis Fonsi in Zusammenarbeit mit Demi Lovato. Beteiligt waren an der Entstehung ebenfalls Alejandro Rengifo und die Produzenten Andrés Torres und Mauricio Rengifo. Der durch Latin Pop und Reggaeton beeinflusste Song wurde am 13. November 2017 über Universal Music Latin, Republic Records und Island Records veröffentlicht.

## Hintergrund
Lovato machte erstmals auf die gemeinsame Produktion aufmerksam, indem sie auf ihrem Instagram-Profil am 21. Oktober 2017 ein Foto des Musikvideos postete. Fonsi kommentierte dabei „Was geht Demi ...“ und veröffentlichte später auf seinem eigenen Instagram-Profil ein Behind-the-Scenes-Bild, mit der Beschreibung „Fertig! Es ist im Kasten“, worauf Lovato hinwieder antwortete „Hola Fonsi“.
Am 1. November 2017 meldete MTV News, dass die Zusammenarbeit den Titel Échame la culpa tragen würde und es sich um ein Lied handeln würde, das Fonsi bereits im Sommer während seiner Live-Shows gesungen hätte. In einem Interview mit Billboard beim iHeartRadio Fiesta Latina in Miami beschrieb Fonsi das Lied als einen „lustigen Song, eine lustige Platte“. Er gab in dem Zuge auch bekannt, dass das Lied in zwei Wochen Premiere feiern würde. Bei Viva Latino bezeichnete er die Texte als „sehr freudig“ und, dass sie viel mit „dem Wortspiel, dem berühmten Klischee von 'Es bist nicht du, ich bin es'“ gearbeitet hätten.
In einem von Billboard am 13. November 2017 geteilten Clip waren Lovato und Fonsi zu sehen, wie sie via FaceTime telefonieren und Details über ihre Kollaborationen besprechen. Am 14. November 2017 gab Lovato in den sozialen Medien das Veröffentlichungsdatum bekannt und teilten einen Ausschnitt des Songs, der ihren Part des Tracks enthielt, während Fonsi ein Bild veröffentlichte, auf dem er selber zu sehen ist, wie er auf einem Bett neben drei Kissen liegt. Auf diesen stehen Teile des Songtextes.
Am 17. November 2017 postete Fonsi ein Foto, das zwei Trucks zeigt, auf dem er und Lovato mitsamt zweier Zitate zu sehen sind. Diese sagten „¿Qué pasa Demi?“ (deutsch: „Was geht, Demi?“) und „Hey Fonsi“.

## Inhalt und Musikalisches
Das Lied basiert auf einem 4/4-Takt und das Tempo liegt bei 96 bpm. Nach einem kurzen Intro, bei dem Luis Fonsi und Demi Lovato sich zurufen, beginnt die erste Strophe, in der beide Interpreten zu hören sind. Hiernach beginnt der Refrain. Beide Teile sind in Spanisch gestaltet. Es folgt eine englischsprachige Strophe von Lovato allein, bei der man Fonsi jedoch im Background hört. Nach einem weiteren Chorus übernimmt Fonsi eine leicht abgeänderte Version dessen, die einen zweiten Durchlauf von Lovatos englischsprachigem Part einleitet. Beendet wird das Lied durch beide Refrain-Teile, die ein letztes Mal wiederholt werden.
Der Songtext beschreibt das lyrische Ich, das versucht die Schuld für das Scheitern einer Beziehung auf sich zu nehmen. Durch die beiden Stimmen werden beide Seiten der Beziehung, beziehungsweise die Rollen vermittelt. Mit dem Einsetzen der zweiten Stimme wird deutlich, dass auch die zweite Person auffordert ihr die Schuld in die Schuhe zu schieben.
| „No eres tú, no eres tú No eres tú, soy yo (soy yo) No te quiero hacer sufrir Es mejor olvidar y dejarlo así (así) Échame la culpa“ – Refrain, Originalauszug | „Es liegt nicht an dir, es liegt nicht an dir. Es liegt nicht an dir, sondern an mir. Ich will dich nicht leiden lassen Es ist besser, es zu vergessen und es dabei zu belassen. Gib mir die Schuld“ – Refrain, Übersetzung |

## Veröffentlichung und Promotion
Échame la culpa erschien weltweit als Einzeldownload am 17. November 2017. Hierbei handelt es sich um einen Radio Edit in Form eines Einzeltracks. Um das Lied in Deutschland zu bewerben, erfolgte unter anderem ein Liveauftritt während der Echoverleihung 2018. Dabei sang er das Lied im Duett mit der deutschen Schlagersängerin Helene Fischer während eines Medleys mit Despacito.

## Musikvideo
Das offizielle Musikvideo wurde am 16. November 2017 auf Luis Fonsis Vevo-Account veröffentlicht. Carlos Perez führte dabei Regie. Dieser war bereits am Dreh des Musikvideos von Despacito beteiligt. Als Schauplatz dient zu Beginn Lovatos Schlafzimmer, woraufhin sie sich mit Fonsi in einem verlassenen Lagerhaus trifft und eine Party organisiert. Binnen der ersten 24 Stunden nach seiner Veröffentlichung erreichte das Musikvideo mehr als 17 Millionen Aufrufe, was für Lovato einen neuen Rekord darstellt.
Auf YouTube erreichte das Video am fünftschnellsten 100 Millionen Zugriffe, am viertschnellsten 200 Millionen, 300 Millionen und 600 Millionen Aufrufe und am drittschnellsten 400 Millionen und 500 Millionen Aufrufe. Nach zwei Monaten standen die Aufrufzahlen bei über einer halben Milliarde Views.

## Kritik
Jon Caramanica von der „New York Times“ bezeichnete das Lied als „eine fröhliche, feierliche Nummer“ beschrieb hingegen Lovatos Part als ein „abgehacktes Spanisch, das allerdings nur unwesentlich weniger komfortabel ist, als die holprige englischsprachige Halbseele, die sie anderswo in dem Song einsetzt.“ Deepa Lakshmin von „MTV News“ erzählte, dass das Lied „ebenso ansteckend“ ist, wie Despacito. Ross McNeilage, ebenfalls von „MTV“ bezeichnete das Lied als „eine absolute Powerhouse-Hymne, die härter ist als ’Despacito‘“, und lobte „Demis makellosem Spanisch und [Fonsi und Lovatos] unleugbare Chemie“. Bianca Gracie von Fuse TV betrachtete den Song als einen „willkommene Erfrischung von der fortwährenden ‘Despacito’-Übernahme“.

## Kommerzieller Erfolg

### Chartplatzierungen
Échame la culpa konnte nicht vollständig an den Erfolg des Vorgängers Despacito anschließen. Dennoch erreichte es zahlreiche Nummer-eins-Platzierungen, darunter in den meisten lateinamerikanischen Ländern, sowie auch in Spanien. Auch die Top-10 vieler europäischer Single-Charts blieben nicht aus. Unter anderem rückte es unter die obersten zehn Plätze in Deutschland, Belgien, Italien und Polen. Auf Spotify konnte der Track nach zwei Monaten rund 200 Millionen Streams vorweisen. Innerhalb kürzester Zeit erreichte der Song zudem hohe Verkaufszahlen, die für unter anderem Platinauszeichnungen in Spanien und den USA (Latin) sowie Goldauszeichnungen in Kanada und Italien ausschlaggebend waren.
| ChartsChartplatzierungen       | Höchstplatzierung | Wochen |
| ------------------------------ | ----------------- | ------ |
| Deutschland (GfK)              | 6 (41 Wo.)        | 41     |
| Österreich (Ö3)                | 1 (36 Wo.)        | 36     |
| Schweiz (IFPI)                 | 2 (44 Wo.)        | 44     |
| Spanien (Promusicae)           | 1 (46 Wo.)        | 46     |
| Vereinigte Staaten (Billboard) | 47 (20 Wo.)       | 20     |
| Vereinigtes Königreich (OCC)   | 46 (4 Wo.)        | 4      |

| ChartsJahrescharts (2018) | Platzierung |
| ------------------------- | ----------- |
| Deutschland (GfK)         | 10          |
| Österreich (Ö3)           | 12          |
| Schweiz (IFPI)            | 3           |
| Spanien (Promusicae)      | 12          |

| ChartsJahrescharts (2010–2019) | Platzierung |
| ------------------------------ | ----------- |
| Österreich (Ö3)                | 78          |

### Auszeichnungen für Musikverkäufe
| Land/Region                  | Auszeichnungen für Musikverkäufe (Land/Region, Auszeichnung, Verkäufe) | Verkäufe  |
| ---------------------------- | ---------------------------------------------------------------------- | --------- |
| Belgien (BRMA)               | Platin                                                                 | 30.000    |
| Brasilien (PMB)              | 2× Diamant                                                             | 320.000   |
| Dänemark (IFPI)              | Gold                                                                   | 45.000    |
| Deutschland (BVMI)           | Platin                                                                 | 400.000   |
| Frankreich (SNEP)            | Diamant                                                                | 333.333   |
| Italien (FIMI)               | 3× Platin                                                              | 150.000   |
| Kanada (MC)                  | Platin                                                                 | 80.000    |
| Mexiko (AMPROFON)            | Diamant                                                                | 300.000   |
| Neuseeland (RMNZ)            | Gold                                                                   | 15.000    |
| Norwegen (IFPI)              | 2× Platin                                                              | 120.000   |
| Österreich (IFPI)            | Gold                                                                   | 15.000    |
| Polen (ZPAV)                 | Diamant                                                                | 250.000   |
| Portugal (AFP)               | 2× Platin                                                              | 20.000    |
| Schweden (IFPI)              | 2× Platin                                                              | 160.000   |
| Spanien (Promusicae)         | 4× Platin                                                              | 160.000   |
| Vereinigte Staaten (RIAA)    | 3× Platin                                                              | 180.000   |
| Vereinigtes Königreich (BPI) | Silber                                                                 | 200.000   |
| Insgesamt                    | 1× Silber · 3× Gold · 19× Platin · 5× Diamant ·                        | 2.778.333 |